# 艾丽西亚·麦科马克
艾丽西亚·麦科马克（英語：Alicia McCormack，1983年6月7日—），出生於新南威爾士州的海倫斯堡，澳大利亞女子水球运动员，亦為澳大利亞國家女子水球隊成員，司職守門員。

## 簡歷
2006年，麦科马克出戰中國天津舉行的女子水球世界盃，協助國家隊奪得冠軍。
2008年，麦科马克代表澳大利亞參加北京奥运会女子水球比賽，贏得銅牌。
2012年，麦科马克代表澳大利亞參加英國倫敦舉行的奥林匹克运动会女子水球比賽，再次在铜牌争夺赛中力克匈牙利队，贏得銅牌。